# ماریسا ریبیسی
 ماریسا ریبیسی (انگلیسی: Marissa Ribisi؛ زادهٔ ۱۷ دسامبر ۱۹۷۴) یک هنرپیشه، و فیلم‌نامه‌نویس اهل ایالات متحده آمریکا است. وی از سال ۱۹۸۸ میلادی تاکنون مشغول فعالیت بوده‌است.
از کارهای معروف او می‌توان به بازی در فیلم ۱۰۰ دختر و چند دختر اشاره کرد.